# Galway Girl
"Galway Girl" là bài hát của ca sĩ nhạc sĩ người Anh Ed Sheeran. Bài hát là sự hợp tác giữa Sheeran và ban nhạc dân gian Ireland Beoga, hòa trộn âm nhạc truyền thống Ireland với pop. Vào ngày thánh Patrick năm 2017, Sheeran thông báo rằng "Galway Girl" là đĩa đơn thứ ba trong album ÷ kèm theo một video lời bài hát.
Bài hát đạt vị trí thứ 2 trên UK Singles Chart và số một tại Ireland sau khi album được phát hành.

## Thông tin bài hát
Sheeran viết và thu âm "Galway Girl" cùng với ban nhạc Beoga của Ireland. Beoga sử dụng một số đoạn trong bài "Minute 5" trích từ album How to Tune a Fish. Trong một buổi phỏng vấn với The Irish Times, Sheeran nói rằng đoạn mở đầu ("She played the fiddle in an Irish band") lấy cảm hứng từ thành viên Niamh Dunne của Beoga, tuy nhiên phần lời còn lại của bài hát chỉ là hư cấu (Dunne tới từ Hạt Limerick và có chồng người Ireland). Theo lời Sheeran, anh phải đấu tranh với hãng thu âm để giữ bài hát lại trong album: "Họ cực kỳ phản đối Galway Girl, bởi nhạc dân gian không lôi cuốn lắm." Tuy nhiên đây lại là bài hát được stream nhiều thứ ba trong album ÷ trên Spotify.
Bài hát được thông báo là đĩa đơn thứ ba vào ngày thánh Patrick 17 tháng 3, và được góp mặt trong playlist của BBC Radio 2 vào ngày 18 tháng 3.
Sheeran biết rằng Steve Earle ra một bài hát cùng tên vào năm 2000. Vào năm 2008 bản cover bài hát của Steve Earle do Sharon Shannon và Mundy thể hiện đã đạt ngôi vị quán quân và là đĩa đơn bán chạy nhất năm tại Ireland. Sheeran phát biểu trên BBC rằng "Thực ra tôi định tìm một tên bài hát khác. [...] nhưng không thành công. Nhưng mục đích mà các ca khúc dân gian hướng tới là lấy cảm hứng từ quá khứ để tạo ra sự mới mẻ – cho nên mọi người sẽ phải làm quen với nó.". Trong một buổi biểu diễn ở Dublin, Sheeran hát đoạn đầu và đoạn điệp khúc bài hát của Steve Earle cùng nhóm Beoga.

## Ý kiến phê bình
Amy Mulvaney của Irish Independent đánh giá bài hát một cách tích cực khi cho rằng bài hát là "chứng cứ xác thực về cách anh ấy [Sheeran] yêu mến Ireland".

## Diễn biến xếp hạng
Bài hát xuất phát ở vị trí thứ 2 tại Anh sau khi album được phát hành. Bài hát tiêu thụ 445.000 bản tại Anh tính tới tháng 4 năm 2017.
Tại Ireland, bài hát ra mắt ở vị trí số 1.

## Video âm nhạc
Vào ngày 11 tháng 4 năm 2017, Sheeran quay video âm nhạc của "Galway Girl" tại chính Galway, Ireland. Video do chính Sheeran quay lại bằng một máy quay Steadicam gắn trên thân với sự góp mặt của nữ diễn viên Saoirse Ronan. Video được phát hành trên YouTube vào ngày 3 tháng 5 năm 2017.

## Danh sách track
- Tải kỹ thuật số

1. "Galway Girl" – 2:50

- Tải kỹ thuật số – remix của Martin Jensen[21]

1. "Galway Girl" (remix của Martin Jensen) – 3:16

## Xếp hạng
| Bảng xếp hạng (2017)                            | Vị trí cao nhất |
| ----------------------------------------------- | --------------- |
| Argentina Anglo (Monitor Latino)                | 16              |
| Úc (ARIA)                                       | 2               |
| Áo (Ö3 Austria Top 40)                          | 6               |
| Bỉ (Ultratop 50 Flanders)                       | 2               |
| Bỉ (Ultratop 50 Wallonia)                       | 4               |
| Canada (Canadian Hot 100)                       | 16              |
| Canada CHR/Top 40 (Billboard)                   | 41              |
| Canada Hot AC (Billboard)                       | 43              |
| Cộng hòa Séc (Rádio Top 100)                    | 8               |
| Cộng hòa Séc (Singles Digitál Top 100)          | 4               |
| Đan Mạch (Tracklisten)                          | 2               |
| Euro Digital Songs (Billboard)                  | 3               |
| Phần Lan (Suomen virallinen lista)              | 9               |
| Pháp (SNEP)                                     | 28              |
| Trường songid là BẮT BUỘC CHO BẢNG XẾP HẠNG ĐỨC | 5               |
| Hungary (Rádiós Top 40)                         | 8               |
| Hungary (Single Top 40)                         | 10              |
| Hungary (Stream Top 40)                         | 3               |
| Iceland (RÚV)                                   | 1               |
| Ireland (IRMA)                                  | 1               |
| Ý (FIMI)                                        | 14              |
| Nhật Bản (Japan Hot 100)                        | 67              |
| Malaysia (RIM)                                  | 15              |
| Mexico Ingles Airplay (Billboard)               | 5               |
| Hà Lan (Dutch Top 40)                           | 7               |
| Hà Lan (Single Top 100)                         | 6               |
| New Zealand (Recorded Music NZ)                 | 3               |
| Na Uy (VG-lista)                                | 4               |
| Philippines (Philippine Hot 100)                | 23              |
| Ba Lan (Polish Airplay Top 100)                 | 2               |
| Bồ Đào Nha (AFP)                                | 11              |
| Nga Airplay (Tophit)                            | 74              |
| Scotland (OCC)                                  | 1               |
| Slovakia (Rádio Top 100)                        | 10              |
| Slovakia (Singles Digitál Top 100)              | 6               |
| Slovenia (SloTop50)                             | 7               |
| Tây Ban Nha (PROMUSICAE)                        | 37              |
| Thụy Điển (Sverigetopplistan)                   | 3               |
| Thụy Sĩ (Schweizer Hitparade)                   | 7               |
| Anh Quốc (OCC)                                  | 2               |
| Hoa Kỳ Billboard Hot 100                        | 53              |

## Chứng nhận
| Quốc gia | Chứng nhận  | Số đơn vị/doanh số chứng nhận |
| --- | ----------- | ----------------------------- |
| Úc (ARIA) | 2× Bạch kim | 140.000‡                      |
| Bỉ (BEA) | Vàng        | 0‡                            |
| Canada (Music Canada) | Bạch kim    | 0‡                            |
| Đan Mạch (IFPI Đan Mạch) | Bạch kim    | 90.000‡                       |
| Pháp (SNEP) | Vàng        | 75.000‡                       |
| Đức (BVMI) | Bạch kim    | 300.000‡                      |
| Ý (FIMI) | Bạch kim    | 50.000‡                       |
| New Zealand (RMNZ) | Bạch kim    | 30.000‡                       |
| Tây Ban Nha (PROMUSICAE) | Vàng        | 20.000‡                       |
| Thụy Điển (GLF) | 3× Bạch kim | 60.000‡                       |
| Thụy Sĩ (IFPI) | Bạch kim    | 20.000‡                       |
| Anh Quốc (BPI) | Bạch kim    | 600.000‡                      |
| Hoa Kỳ (RIAA) | Vàng        | 500.000‡                      |
| * Chứng nhận dựa theo doanh số tiêu thụ. ^ Chứng nhận dựa theo doanh số nhập hàng. ‡ Chứng nhận dựa theo doanh số tiêu thụ và phát trực tuyến. |             |                               |

## Lịch sử phát hành
| Khu vực  | Ngày                | Định dạng              | Phiên bản               | Hãng thu âm | Nguồn  |
| -------- | ------------------- | ---------------------- | ----------------------- | ----------- | ------ |
| Anh Quốc | 17 tháng 3 năm 2017 | Contemporary hit radio | Gốc                     | Asylum      | [ 12 ] |
| Anh Quốc | 7 tháng 4 năm 2017  | Tải kỹ thuật số        | remix của Martin Jensen | Atlantic    | [ 75 ] |
| Hoa Kỳ   | 7 tháng 4 năm 2017  | Tải kỹ thuật số        | remix của Martin Jensen | Atlantic    | [ 21 ] |